# Mur de la plaça de l'Església
El Mur de la plaça de l'Església és una obra de Riudarenes (Selva) inclosa a l'Inventari del Patrimoni Arquitectònic de Catalunya.

## Descripció
L'espai de la plaça del costat dret de l'Ésglésia de Sant Martí de Riudarenes serveix de cruïlla entre carrers i de zona d'aparcament. En un dels costats hi ha un mur amb quatre obertures de pedra aparedades, dues són finestres gòtiques, una d'arc conopial i l'altra trevolada amb relleus d'hèlix, i les altres dues són portes amb llinda monolítica d'arc carpanell i brancals de pedra. Sembla que el nivell del terra s'ha rebaixat. A la part del darrere hi ha un cobert amb sostre d'uralita que es sustenta sobre el mur.

## Història
Possiblement el mur de la plaça correspon a les restes d'una de les cases construïdes al segle xv i abandonades al segle xviii.